# Bull Mountain
Bull Mountain – jednostka osadnicza w Stanach Zjednoczonych, w stanie Oregon, w hrabstwie Washington.